# Zavelim (planina)
Zavelim je planina na prostoru Roškog Polja, Vinice, Vira, Zavelima i Zagorja.
Najviši vrh Zavelima je Kolakovac (Veliki Zavelim) 1347 m, a slijede ga vrhovi: Jaram (1280 m), Livački brig (1044 m), Mošnjača (1190 m), Debelo brdo (1140 m) i Kličinovac (1168 m).

## Ime
Iako je oronim (planinski naziv) Zavelim najranije pribilježen u XVII.st., to ne znači kako on potječe otada. Riječ Zavelim složena je od prijedloga za i imenice velim, što se susreće jedino kao zemljopisni naziv (toponim; usporedi selo Velim). Velim je izveden od staroga pridjeva v e l i - velik, krupan-dodatkom sufiksa morfema - im. Umjesto veli u naše je vrijeme u upotrebi oblik v e l i k. U govoru Imotske krajine i na širem okolnom prostoru čuje se prilog v e l e - mnogo, puno (usporedi i u čakavskim mjestima: Vela Luka, Veli Iž, Velo Grablje). A to je ostatak bivšega oblika v e l i.

## Povijest
Zavelim je od davnina poznat kao mjesto koje je bilo granica između dvije zemlje: Mletačka Republika i Tursko Carstvo, a danas je granica između Republike Hrvatske i Bosne i Hercegovine, također on i zemljopisno dijeli Tropolje, Zagoru i Hercegovinu.
Po teorijama nekih povjesničara na planini se nalazio Delminium (sa sjevernih obronaka, teorija iako moguća nije dokazana). Od Ilira je ostalo nekoliko gradina i gomila, a s južne strane je prolazila rimska cesta. 
Za vrijeme turskog vladanja Zavelimom haraju hrvatski narodni heroji, hajduci. Legendarni harambaša Andrijica Šimić je puno vremena proveo na prostoru Vinice i Zavelima otkupljujući zemlju od Turaka i davajući je seljacima. U Vinici se njegova dobra djela ni danas ne zaboravljaju. Po predaji, Adrijica Šimić je svoju zlatnu čermu zakopao negdje na prostoru Zavelima. Zato je u zavelimskim selima poznata priča o "blagu Andrijice Šimića". 
Poslije završetka Drugog svjetskog rata na Zavelimu se nalazila manja grupa odbjeglih domobrana i ustaša (takozvani škripari ili "divlji ustaše" ). Najpoznatiji je bio Ante Kapulica koji je i stradao na planini.

## Klima
Klima na Zavelimu je planinska, ljeta su mahom topla, a zime veoma hladne i snježne.

## Zanimljivosti
Zavelim je planina koja se prije mnogo spominjala u narodnim pjesmana, gangama, pričama.
Najpoznatija zavelimska ganga glasi : "Zavelime moj debeli lade, šta po tebi roške cure rade."
Od poznatijih pjesama to je o Velikom Kralju: Na Duvanjskom polju hrabri vitez podiže mač, da potvrdi naroda volju, da dušmana natjera u plač. Spušta on mač na rame prvog kralja u Hrvata, na čelu stavi mu znamen i reče: "Bože čuvaj moga brata!" I spremi vitez mač svoj, i Tomislavu krunu poda, i reče mu da čuva narod svoj, i da nikad Krista ne oda. A Tomislav padne na koljena, poljubi zemlju i reče: "Domovino moja voljena, nitko mi te uzet neće!" I tako Kralj ponosno jaše, preko cijele domovine, kroz sve krajeve naše, od rijeke Raše sve do Drine. Zaustavi se on ponad Zavelima planine, poljubi kamen hrvatski od davnine, i padne pred križem ničice. Reče tada Kralj narodu svome: ovaj ponosni imotski kraj, ima posebno mjesto u srcu mome, to svakog Hrvata pravi je raj! U ovom kraju, kamen je tvrđi od čelika, tu kršna polja daju, ljude srca velika.
Također Zavelim se spominje i u seriji "Prosjaci i sinovi".
Zavelim planina se spominje i u legendama o vilama.  :"Jednog dana četiri mladića otišla na Zavelim. Dočekala ih noć pa su legli u križ, tabanin jedan prema drugom. Prid zoru se k njima spustila vila zavelimska pa kad ih je ugledale kako leže zavika:
Tako ti sedamdeset sedam zavelimskih vrila i polu doca Paripovca i bunara Karikovca još ovo čudo nisan vidila."
Legende glase da vila ima koliko i zavelimskih vrila to jest 77. One bi često mamile mladiće u kolo i tako bi ih čarolijom zarobile. Također su bile poznate da kradu konjeve i pletu im grivu te ih jašu ih do iznemoglosti.
Zavelimski puk je uživao, čuva i njeguje mnoge legende i priče o vilama, vukodlacima i ostalim mitskim stvorenjima.

## Danas
Danas se ime Zavelim pojavljuje kod lovačkog društva u Roškom Polju, te što je posebno važno, ime zavičajnog društva Viničana i Rožana nosi naziv Zavelim. Titulu Zmaj od Zavelima u Družbi Braće Hrvatskog zmaja ima hrvatski povjesničar i intelektualac Josip Jurčević.

## Vanjske poveznice
- Stranica Zavičajnog društva Zavelim  Arhivirana inačica izvorne stranice od 26. rujna 2010. (Wayback Machine)

- Stranica planinarsko ekološkog društva Zavelim  Arhivirana inačica izvorne stranice od 10. srpnja 2017. (Wayback Machine)